# سو یو جین
سو یو جین (کره‌ای: 소유진؛ زادهٔ ۱۱ اوت ۱۹۸۱) بازیگر اهل کره جنوبی است. او به خاطر ایفای نقش در مجموعه‌های تلویزیونی روکی (۲۰۰۰)، پیشنهاد خوشمزه (۲۰۰۱)، روباه و پشمک (۲۰۰۱)، سئول ۱۹۴۵ (۲۰۰۶) و فیلم‌های حریف (۲۰۰۲) و مای راتیما (۲۰۱۳) شناخته می‌شود.

## زندگی شخصی
سو یو جین در ژانویه ۲۰۱۳ با بک جونگ وون ازدواج کرد. فرزند اول آنها که پسر بود، در ۹ آوریل ۲۰۱۴ به دنیا آمد. فرزند دوم و سوم آنها که دختر بودند، به ترتیب در ۲۱ سپتامبر ۲۰۱۵ و ۸ فوریه ۲۰۱۸ به دنیا آمدند.